# Děvín (Pražská plošina)

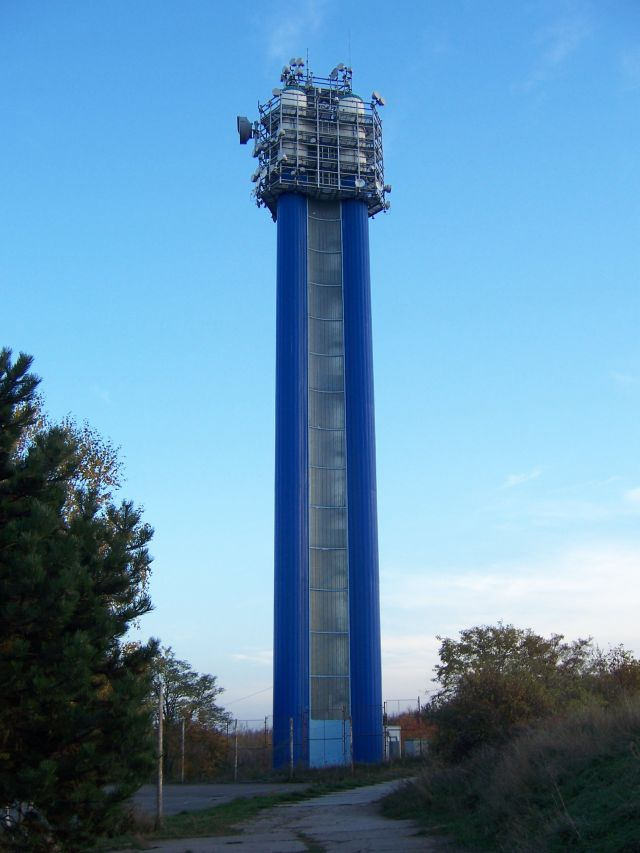
Vodárenská věž Děvín

Děvín je výrazný vrch v Praze (310 m n. m.) nad levým břehem Vltavy, na rozhraní Hlubočep a Radlic. Území je součástí přírodního parku Prokopské a Dalejské údolí, vrchol spadá do národní přírodní rezervace Prokopské údolí. Na severní straně návrší se nachází přírodní památka Ctirad, z jihu, východu i severu je vrch ohraničen obloukem železniční trati Pražský Semmering.

## Hrad Děvín

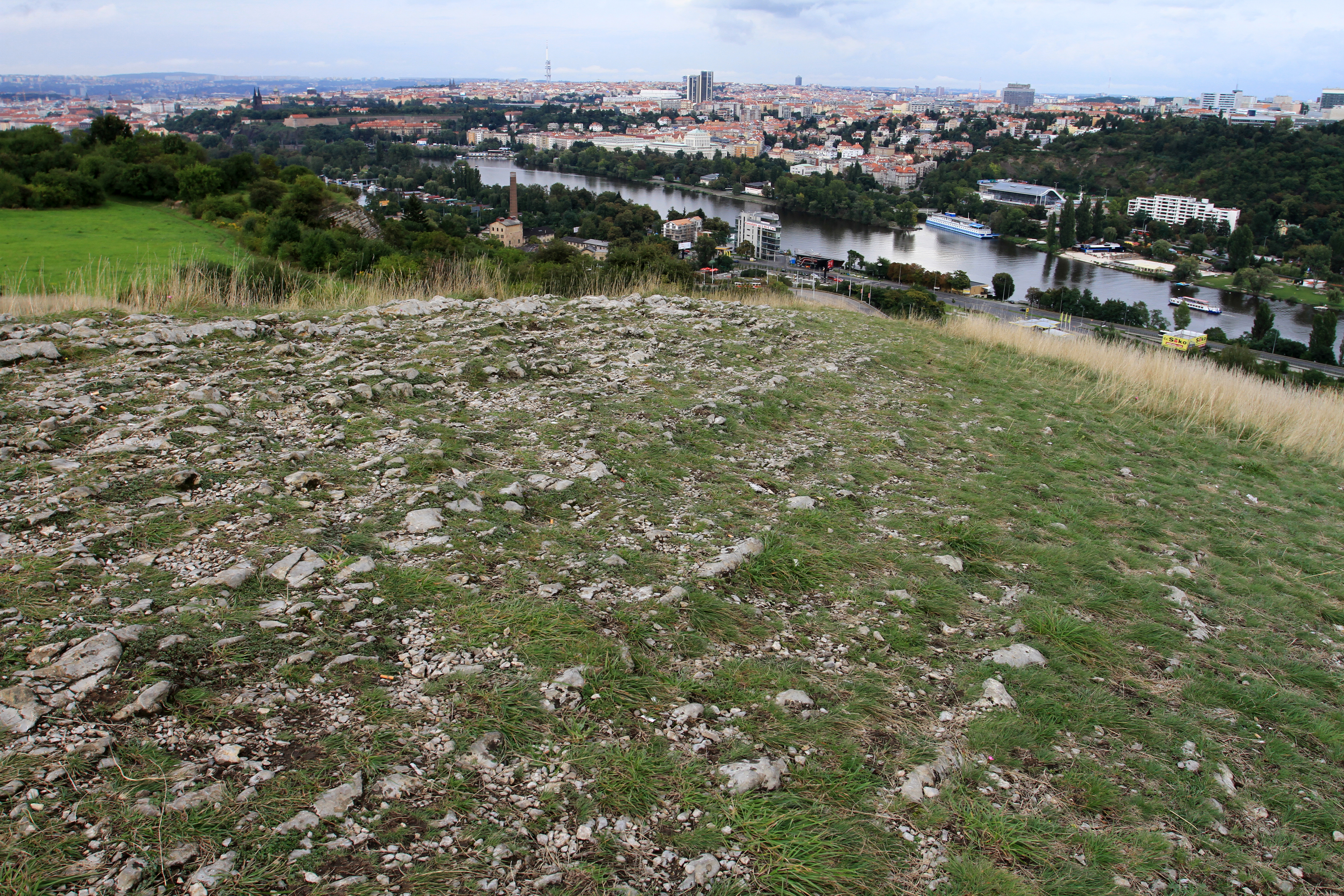
Hradiště Dívčí hrady

Nad Žvahovem jsou v mapě vyznačeny zbytky hradu Děvín, v reálu patrné převážně již jen z reliéfu krajiny a specifické vegetace. Luxusní hrad blokové disposice pravděpodobně postavil před rokem 1338 Štěpán z Tetína, synovec přemyslovského levobočka Jana Volka. Kolem roku 1370 hrad koupil Kartuziánský klášter a jeho další osudy nejsou přesně známy, pravděpodobně zpustnul ještě ve 14. století, některé hypotézy počítají s jeho konfiskací v roce 1420, ale v písemných dokumentech z husitských dob již o něm není zmínky. Počátkem 16. století sloužila zřícenina jako cvičný cíl pro nová pražská děla. Velké zbytky zdí jsou ještě na kresbě z roku 1689 a v 19. století byl ze zbytků hradu těžen kámen.

## Vodárenská věž
Na Děvíně, v místě zvaném Dívčí hrady, se nachází vodárenský areál z roku 1976, určený pro zásobování Jihozápadního Města vodou. Součástí tohoto zařízení je přečerpávací stanice, napájená potrubím z vodojemu v Jesenici u Prahy, jakož i vyrovnávací vodárenská věž.
Konstrukce vodárenské věže Děvín byla vyprojektována architektem Karlem Hubáčkem jako tři paralelní, vzájemně spojené ocelové válce o výšce 50 m a průměru 1,8 m. Tato stavba dokončená v roce 1977 je příkladem inženýrského díla s čistě utilitární funkcí, avšak vysokou architektonickou hodnotou. Statikem byl Zdeněk Patrman a k výstavbě věže byl použit Copilit, kterým byly zaskleny prohnuté stěny. Zajímavým detailem, který dnes bohužel zaniká v záplavě instalovaných komunikačních zařízení, je samotný vrchol věže vyvedený v bílé barvě a tvořící písmeno „H“ jako odkaz na příjmení svého tvůrce.

## Zajímavosti
Na západní straně samotného hřbetu Děvína se nachází několik výrazných terénních nerovností z dob Pražského povstání na konci druhé světové války, kdy zde probíhaly boje mezi ruskými oddíly vlasovců a ustupující německou armádou.
Vrchol Děvína se také objevil v jedné ze scén filmu Všechno nejlepší!, filmaři ale přistavili v místě vyhlídky na Prahu lavičky, které se ve skutečnosti na Děvíně nenacházejí.